# One Time
Pour l’article homonyme, voir One Time (musicien).
Singles de Justin Bieber
One Less Lonely Girl
(2009)
One Time est une chanson du chanteur canadien Justin Bieber.
Cette chanson est le premier single de My World, le premier album de Justin Bieber. Elle a été diffusée pour la première fois sur les radios le 18 mai 2009. Elle est sortie en téléchargement aux États-Unis et au Canada le 7 juillet 2009, puis a été distribuée dans d'autres pays durant l'automne 2009. Une version acoustique de la chanson, intitulée My Heart Edition, est sortie sur iTunes le 22 décembre 2009. La chanson est sortie en tant que premier single le 4 janvier 2010 au Royaume-Uni,.La chanson, influencée par le pop, le R&B et le hip-hop, est un hymne à l'amour.
La chanson a reçu des critiques positives qui applaudissent sa production, le chant et la qualité de ses paroles[réf. nécessaire]. Elle a été un succès commercial puisqu'elle est rentrée dans le top trente des ventes au Canada, aux États-Unis, en Allemagne, en Belgique, au Royaume-Uni, en France et en Nouvelle-Zélande, ainsi que dans les Hit-Parades d'autres pays. Le single a été certifié disque de platine au Canada et aux  États-Unis,.Le succès de la chanson à la radio a permis à Justin Bieber de se classer dans le Hot 100 Airplay parmi les meilleurs stars Disney, tel que Miley Cyrus et les Jonas Brothers. Dans le clip vidéo de ce sigle, on voit Justin organiser une fête avec un de ses amis, Ryan Butler, dans la maison d'Usher. En janvier 2010, le clip avait été visionné plus de cent millions de fois sur internet. Justin a chanté cette chanson dans de nombreuses émissions télévisées au Canada et aux  États-Unis.

## La chanson
La chanson a été écrite et composée par les producteurs de hip-hop/R&B américain Christopher "Tricky" Stewart, Terius "The-Dream" Nash et Kuk Harrell. Ils appartiennent tous les trois à la RedZone Entertainment. Avant d'écrire le premier single de Justin Bieber, ils ont participé à la rédaction d'autres chansons à succès comme Single Ladies (Put a Ring on It) de Beyoncé et Obsessed de Mariah Carey. One Time a été produite par Christopher "Tricky" Stewart et JB & Corron; Harrell s'est occupé du mixage de la voix. James Bunton, Corron Cole et Thabiso Nkhereanye ont aussi touché des droits d'écriture sur la chanson. Justin a enregistré la chanson au studio Triangle Sound de la RedZone à Savannah (Géorgie), ville qui se situe à quelques heures de l'actuelle maison de Justin à Atlanta. Justin a aussi enregistré une partie du morceau à The Boom Boom Room à Burbank (Californie). Le mixage des pistes a été fait à Atlanta au Silent Sound Studios par Dave Pensado et Jaycen-Joshua Fowler.

## Clip vidéo
Le clip, réalisé par Vashtie Kola, a été posté par Justin sur sa chaine YouTube le 13 juin 2009, presque un mois avant que le single soit mis en vente sur iTunes. Le mentor de Justin, Usher, ainsi qu'un de ses meilleurs amis, Ryan Butler, font une apparition dans le clip. La vidéo présente Justin portant un sweat-shirt gris et souriant malicieusement à la caméra. En janvier 2010, le clip avait été visionné plus de cent millions de fois sur internet. Justin a commenté cette vidéo en disant : « c'était vraiment super de passer des vidéos tournées à l'aide de ma webcam à de la vidéo professionnelle »,. Dans une critique réalisée par Leah Greenblat, journaliste de l'Entertainment Weekly, celui-ci a déclaré que « Justin Bieber semble partager les nombreuses qualités qui ont permis à ses idoles parmi les superstars de la pop/R&B de devenir ce qu'elles sont, ce qui comprend une voix claire et souple, un look de beau gosse et de véritables compétences instrumentales »,.

## Représentationslive

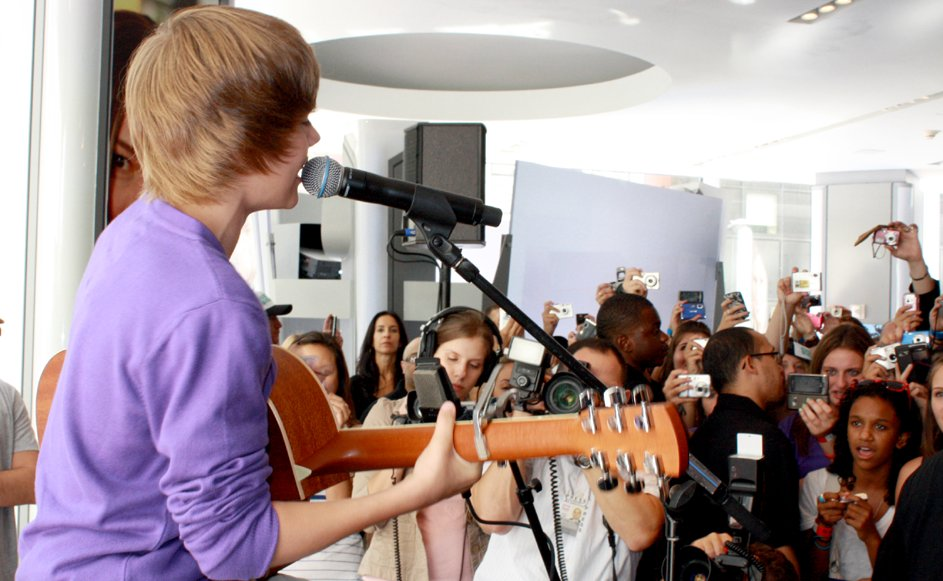
Justin interprétant la version acoustique de One Time au Nintendo World Store

Justin interprète la chanson lors de sa tournée promotionnelle à travers les États-Unis,. Au niveau international, il est apparu dans le programme européen The Dome et y a interprété One Time. Du côté des passages à la télévision, il a interprété One Time lors du MTV's VMA Tour avant d'être appelé pour présenter l'édition 2009 des MTV Video Music Awards, puis, le 26 septembre 2009, est apparu dans The Next Star sur  YTV, et dans le Today Show. Il a également interprété la chanson dans The Ellen DeGeneres Show, le 3 novembre 2009, dans Good Morning America le 15 novembre 2009, dans Lopez Tonight, le 17 novembre 2009, et dans The Wendy Williams Show, le 27 novembre 2009. Lorsque Justin a fait l'ouverture de deux concerts de Taylor Swift, lors de sa tournée Fearless Tour, il a chanté cette chanson en dernier. Le 23 novembre 2009, lors du spectacle à Londres de la tournée, alors qu'il commençait à interpréter cette chanson, Justin s'est fracturé le pied, mais a tout de même fini sa représentation, tout en douceur. Il a quand même réussi à se produire, le lendemain, à Manchester, avec un plâtre et moins de danses que d'habitude. Après ses passages à la télévision, sa tournée, l'Urban Behavior Tour, et la tournée de Taylor Swift, le Fearless Tour, Justin a voyagé en Europe pour promouvoir son album avant de retourner aux États-Unis pour reprendre sa tournée de promotion. Justin a interprété la chanson à Las Vegas lors de Dick Clark's New Year's Rockin' Eve with Ryan Seacrest, le 31 décembre 2009. Alors qu'il était au Royaume-Uni pour promouvoir son album, le 12 janvier 2010, Justin a interprété One Time en version acoustique et un solo de batterie, dans Blue Peter sur BBC. Il l'a aussi interprété sur CBS lors du Super Bowl XLIV.

## My Heart Edition
À l'origine, une version acoustique de One Time devait sortir sur iTunes le 27 octobre 2009. Cependant les plans ont été changés et une semaine avant la date prévue pour la sortie, Justin a annoncé qu'une nouvelle chanson, Love Me sortirait à la place. Justin a annoncé plus tard, le 19 décembre 2009, qu'une « version [de One Time] exclusive paraitra en force pour Noël » sur iTunes le mardi suivant. La chanson est sortie un jour plus tôt, le 21 décembre 2009. La pochette du single est une image extraite du clip vidéo de One Less Lonely Girl. Kyle Anderson, journaliste de MTV, a déclaré que la chanson, « dépouillé des effets de synthèses de la version originale, ne laisse place qu'à la voix pleine de talent de Justin »,. Justin a chanté la version acoustique de One Time quand il a été invité dans True Jackson, VP, lors d'un live sur MTV, et dans Blue Peter.

## Classement
| Année | Album                                                                          | Classements positions | Classements positions | Classements positions | Classements positions | Classements positions | Classements positions | Classements positions | Classements positions | Classements positions | Classements positions | Classements positions | Classements positions | Classements positions | Classements positions | Classements positions |  |
| Année | Album                                                                          | U.S.                  | CAN                   | R-U                   | IRL                   | AUS                   | NZ                    | BEL                   | SUI                   | AUT                   | DAN                   | FRA                   | SUE                   | NOR                   | EU                    | Monde                 |  |
| ----- | ------------------------------------------------------------------------------ | --------------------- | --------------------- | --------------------- | --------------------- | --------------------- | --------------------- | --------------------- | --------------------- | --------------------- | --------------------- | --------------------- | --------------------- | --------------------- | --------------------- | --------------------- |  |
| 2009  | One Time - 1er Single - Sortie : 18 mai, 2009 - Formats : CD, Digital download | 100                   | 100                   | 110                   | 310                   | 370                   | 800                   | 120                   | -                     | 300                   | 740                   | 1500                  | -                     | -                     | 52000                 | -                     |  |

## Certifications
| Pays             | Association  | Certification | Ventes/Équivalence |
| ---------------- | ------------ | ------------- | ------------------ |
| Australie        | ARIA         | platine       | 70 000             |
| Canada           | Music Canada | platine       | 40 000             |
| États-Unis       | RIAA         | 5x platine    | 5 000 000          |
| Nouvelle-Zélande | RMNZ         | or            | 15 000             |
| Royaume-Uni      | BPI          | argent        | 200 000            |

## Historique de sortie
| Pays       | Date           | Format                        |
| ---------- | -------------- | ----------------------------- |
| États-Unis | 18 mai 2009    | radio: Mainstream et rhythmic |
| États-Unis | 7 juillet 2009 | Digital download              |
| Canada     | 7 juillet 2009 | Digital download              |